# 沢浩
沢 浩（さわ ひろし）は、岐阜県関市生まれのアマチュアマジシャン。本業は歯科医師。愛知学院大学歯学部卒。歯科医師であることから別名Dr.SAWA（ドクターサワ）と呼ばれる。マジッククリエーターとしても名高い。
1969年、ダイ・バーノンが初来日したとき、彼は沢のマジックを見て「沢のマジックにはポエムがある」と言わしめた。彼の発言がきっかけとなり、口コミや専門誌などで沢の名は世界中に知れ渡った。また海外では、マジック専門誌『ジニー』の編集長リチャード・カウフマンの解説による作品集や、オリジナルマジックのビデオも発売されている。
沢浩が世に送ったマジックは数多い。カードやコインといった仕掛けだけでなく、貝殻や水晶といった自然素材を使うことも沢の特徴である。
弟子には、Mr.マリック（当時 松尾昭）、マギー司郎、スピリット百瀬、坂本一魔他多数。

## 経歴
1960年、大学一年の時に、小児科の研究室にいた神谷省吾からマジックの指導を受けた。当時、神谷から言われた言葉が「沢君、自分で奇術を創ることは、自分の服を着ることだよ」である。
1969年、27歳のときクロースアップ・マジシャンのダイ・バーノンが初来日した際、日本人5人がマジックを見せた。その時、沢は『真珠物語』を披露し、このマジックがダイ・バーノンをうならせた。ダイ・バーノンから唯一「天才」と呼ばれた。はじめて沢のマジックに接したバーノンの驚きが尋常ではなかったため、口コミや専門誌などでも、沢の名前はいっぺんに世界中に知れ渡ることになった。
1973年、第六回石田天海賞を受賞。そのときの作品集が『沢浩作品集（加藤英夫著）』である。1974年12月に東京の京王プラザホテルで沢の「石田賞受賞パーティー」が開かれた。

## テレビ出演
- 1978年9月21日、日本テレビの「11PM マジシャンの秘術はこれだ！世界の大魔術師軍団東京上陸」でデビュー。
- 1979年1月5日、日本テレビの「新春大魔術大会」に出演。
- 1979年10月10日、NHKの「昼のプレゼント 奇術プロとアマの競演」に出演。
- 1983年8月28日、NHKの「世界のマジックショー 1983IBMハワイ大会II」に出演。
- 1983年12月24日、日本テレビの「日曜スペシャル 世界大魔術祭」に出演。
- 1983年12月31日、NHKの「世界のマジックショー 1983IBMハワイ大会III」に出演。
- 1989年、イギリスの応じに対して「真珠物語」をイギリスのテレビで実演。
- 1989年1月28日、日本テレビの「土曜スーパースペシャル 爆笑!いたずらマジック世界を行く」に出演。
- 2004年4月5日、日本テレビの「スーパーテレビ情報最前線（特別編） 天才マジシャンの奇跡の指先緊急公開」に出演。
- 2004年10月10日、日本テレビの「スーパーテレビ情報最前線 独占!最新マジック前田知洋の奇跡の指先特別版」に出演。
- 2004年12月26日、中京テレビの「ビックリ!!2つの顔を持つ男 歯科医は伝説のマジシャン」に出演。
- 2005年1月3日、日本テレビの「スーパーテレビ特別版 初公開! 奇跡の指先が競演! 前田知洋 & 世界の天才マジシャン」に出演。
- 2005年1月26日、メーテレの「どですか」に出演。
- 2005年3月9日、東海テレビの「ドランク魂」に出演。
- 2005年9月29日、読売テレビの「仰天! 絶句! 想定外! 前田知洋最強マジックこのトリックを見抜けるか」に出演。
- 2005年12月25日、日本テレビの「奇跡の指先劇場クリスマスSP世界最強マジシャン大集合」に出演。
- 2007年4月9日、日本テレビの「ゲツヨル！2時間スペシャル 「前田知洋×8人の神業マジシャン」に出演。

## 開発したマジック
- SAWAGS
- ファンタスティック
- ディズニーワールド(sawa's Walt Disney World)
- クラッシュダイズ(後に、爆弾ダイスという名称でテンヨーより再商品化された）
- ピアノトリック
- テントウ虫
- 真珠物語
- サワボックス
- One To Four
- サブマリン
- A dollar is always a dollar
- Bending Spoon Routine
- Sawa's Bank Night
- スロットマシン
- スプリットシルバー
- SAWA’S LECTURE NOTE ON ROPE
- カメレオンデック
- ベンディング・マシーン・コインズ
- ユーロミステリー
- ツインズ
- カクテルコイン
- レモン・トリック
- マジックエアーメール
- スリーカードモンテ
- UFOロープ
- フラッツレンダー
- ファクシミリ

## 関連書籍
- Sawa's Library of Magic
- 沢浩のブルークリスタルの研究 BLUE CRYSTAL BOOK
テンヨーのブルークリスタルを使用した沢さんオリジナルのマジックが9つ紹介されている。
- 沢浩作品集
- A JONT COLLECTION OF WORKS
- 石田天海賞委員会配本6
- 荒木一郎　『テクニカルなコインマジック講座』　東京堂出版、2005年（DVD付き、DVDで『サブマリン』の演技と解説を見ることができる）。
- ラリー・ジェニングス　『ラリー・ジェニングスのカードマジック入門』　テンヨー、初版1972年、改訂新版1993年（『ファクシミリ』の解説あり）。

## 関連DVD
- The New Coin Magic of Dr.Sawa, vol.1-vol.6, L & L Publishing

## 関連ビデオ
- The Magic of Japan Vol.45
- Dr. Hiroshi Sawa, Volume 43